# University of Kentucky Soccer Complex
Le Wendell & Vickie Bell Soccer Complex, également connu sous le surnom de Bell Soccer Complex ou The Bell (anciennement University of Kentucky Soccer Complex ou UK Soccer Complex), est un stade de soccer américain situé dans la ville de Lexington, dans le Kentucky.
Le stade, doté de 3 000 places et inauguré en 1996, appartient à l'Université du Kentucky et sert d'enceinte à domicile à l'équipe universitaire des Wildcats du Kentucky (pour le soccer masculin et féminin).

## Histoire
Le stade, situé sur le campus de l'Université du Kentucky à proximité direct avec le stade de baseball de l'équipe universitaire (le Kentucky Proud Park), ouvre ses portes en 1996. C'est alors que l'équipe masculine (de la Conference USA) et l'équipe féminine (de la Southeastern Conference) de soccer des Kentucky Wildcats s'installent au stade.
Bien que pouvant accueillir 3 000 spectateurs, le stade dispose d'une tribune de 1 500 places.
Il sert de stade d'accueil pour le SEC Women's Soccer Tournament de 1996.
Le stade a été renommé en 2014 en l'honneur de Wendell Bell, ancien élève de l'Université du Kentucky et propriétaire d'une entreprise de construction, et de sa femme Vickie Bell. Les Bells avaient fait don de 5 millions de dollars américains pour la construction du stade et de 4 millions de dollars supplémentaires au programme sportif de l'université.

## Événements
- 1996 : SEC Women's Soccer Tournament